# درخواب‌فرورفته
خواب آلود (به انگلیسی: Sleeper) فیلمی است به کارگردانی وودی آلن. این فیلم محصول سال ۱۹۷۳ است و یکی دیگر از فیلمهای کمدی آن دهه از آلن است.
وودی آلن و داین کیتن نقش‌های اصلی این فیلم را ایفا می‌کنند.

## خلاصه فیلم
صاحب یک فروشگاه موادغذایی در روستای گرینویچ به نام مایلز مانرو (آلن) با اکراه برای عمل جراحی به بیمارستان می‌رود. زمان، سال ۱۹۷۳ است. عمل ناموفق می‌ماند و پزشکان به سرعت او را منجمد می‌کنند. مایلز دویست سال بعد بیدار می‌شود و خود را در دنیایی پیشرفته و نامأنوس می‌یابد…